# Matheus Olivério
Matheus Olivério (Rio de Janeiro, 25 de agosto de 1988) é um mestre-sala do carnaval carioca. Desde 2017, defende o pavilhão da Estação Primeira de Mangueira. 
Filho de Xangô da Mangueira, Matheus começou a dançar aos seis anos, desfilando na escola mirim Mangueira do Amanhã. Aos 14 anos tornou-se passista da Mangueira, onde foi premiado. Em 2006, começa a carreira como mestre-sala, atuando como segundo e terceiro mestre-sala da Mangueira. Para o carnaval de 2017, assume como primeiro mestre-sala da Verde e Rosa, defendendo o pavilhão ao lado de Squel Jorgea, sua sobrinha.

## Carnavais
Abaixo, a lista de carnavais de Matheus Olivério e seu desempenho em cada ano como primeiro mestre-sala.
| Legenda: 0 Nota descartada N Escola foi campeã |

| Ano  | Grupo    | Escola                        | Classificação | Porta-bandeira | Notas | Notas | Notas | Notas | Notas | Ref.        |
| ---- | -------- | ----------------------------- | ------------- | -------------- | ----- | ----- | ----- | ----- | ----- | ----------- |
| 2017 | Especial | Estação Primeira de Mangueira | 4.º Lugar     | Squel Jorgea   | 10    | 10    | 10    | 10    | -     | [ 2 ] [ 3 ] |
| 2018 | Especial | Estação Primeira de Mangueira | 5.º Lugar     | Squel Jorgea   | 10    | 10    | 10    | 10    | -     | [ 4 ] [ 5 ] |
| 2019 | Especial | Estação Primeira de Mangueira | Campeã        | Squel Jorgea   | 10    | 10    | 10    | 10    | -     | [ 6 ] [ 7 ] |
| 2020 | Especial | Estação Primeira de Mangueira | 6.º Lugar     | Squel Jorgea   | 9,9   | 9,9   | 9,9   | 10    | 9,9   | [ 8 ]       |
| 2022 | Especial | Estação Primeira de Mangueira | 7.º Lugar     | Squel Jorgea   | 9,9   | 10    | 10    | 10    | 9,9   | [ 9 ]       |
| 2023 | Especial | Estação Primeira de Mangueira | 5.º Lugar     | Cintya Santos  | 10    | 9,9   | 9,9   | 9,9   | -     | [ 10 ]      |
| 2024 | Especial | Estação Primeira de Mangueira | 7.º lugar     | Cintya Santos  | 10    | 10    | 10    | 10    | -     |             |
| 2025 | Especial | Estação Primeira de Mangueira | 6.º Lugar     | Cintya Santos  | 9.9   | 9.9   | 10    | 10    |       |             |
| 2026 | Especial | Estação Primeira de Mangueira |               | Cintya Santos  |       |       |       |       |       | [ 11 ]      |

## Premiações
- Estandarte de Ouro

1. 2004 - Melhor passista masculino [12]

- Fala Galera Carna Insta

1. 2024 - Melhor mestre-sala (Mangueira) [13]

- Prêmio SRzd

1. 2018 - Melhor casal de mestre-sala e porta-bandeira (com Squel Jorgea - Mangueira) [14]

- S@mba-Net

1. 2022 - Melhor casal de mestre-sala e porta-bandeira (com Squel Jorgea - Mangueira) [15]